# 吳志達
吳志達（Charles Chitat Ng，1960年12月24日—），生於香港，1980年代移居美國，在當地謀殺約25人，不少家庭全家被擄走，囚禁於密室之中，迫令女士擺出性感姿勢，但最終一一被殺害，案件轟動美國及香港。

## 背景
吳志達於香港一個富裕家庭出生，父親為一家公司的董事。曾在著名學府聖若瑟書院接受初中教育，但因企圖縱火燒校內的崇拜堂而被開除出校。吳之父親將其送往英國寄宿學校Bentham Grammar School讀高中，但他又因偷竊而被學校開除。
1978年，吳志達獲得美國那慕爾聖母大學錄取，以學生簽證身分前往美國加州，但在一個學期後退學；後因交通肇事逃逸而被起訴。雖然他並非美國籍，但他虛報其出身地為美國，成功入伍美國海軍陸戰隊，翌年被擢升為軍士，但又因偷竊軍火而被革職及判監，中途逃獄返回加州。

## 案情

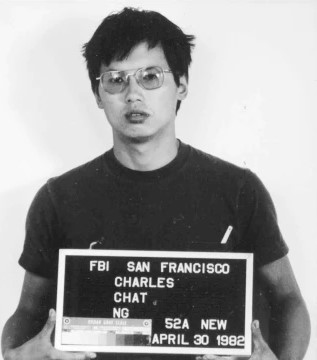
被捕時所拍攝的犯人照片（1982年）

1980年代初，吳志達和里奧納·力克聯合犯案，在北加州一帶擄走最少25名男女，將其禁錮在位於舊金山以東240公里(150英里)，由力克擁有的農場。受害者多為女性，她們饱受虐待、折磨、強姦、直至虐殺；部份過程更被拍攝紀錄。
1985年，力克因非法持有槍械罪在舊金山被捕，後在獄中服食藏在衣服內的氰化物毒藥自殺。警察前往力克的農場搜查，發現人類骸骨。吳志達則及時逃亡至加拿大，但於當地因偷竊而被捕及判監禁。美國遂向加拿大提出引渡請求，但因引渡即會有判處死刑之虞，最初奉行“死刑不引渡”原則拒絶引渡。後來迫于美方的壓力，加拿大最终在1991年將吴引渡回美國受审。
1999年2月，吳志達被控以12項謀殺罪，受害者包括6男、3女及2名男嬰。吳志達利用一切司法程序的方法延宕，以致訴訟費用高至1400萬美元，是當時加州有史以來費用最高昂的案件。最後11項罪名成立，判處死刑。截至2022年5月，吳志達仍為死刑犯，但是加利福尼亚州自从2006年开始就没有执行过死刑。
2022年7月28日，加州最高法院裁定維持吳志達原判及其死刑裁決。